# Ogcodes fortnumi
Ogcodes fortnumi este o specie de muște din genul Ogcodes, familia Acroceridae, descrisă de John Obadiah Westwood în anul 1876. Conform Catalogue of Life specia Ogcodes fortnumi nu are subspecii cunoscute.